# Mickey Rooney
Mickey Rooney, rodným jménem Joseph Yule, Jr., (23. září 1920 Brooklyn, New York – 6. dubna 2014 Los Angeles) byl americký herec, bavič, komik, držitel ceny Americké filmové akademie Oscar, držitel ceny Zlatý glóbus i ceny Emmy.

## Život
Herectví se věnoval díky své matce už od nejútlejšího dětství, oba jeho rodiče byli kabaretní herci. Už jako dítě vystupoval v několika desítkách němých filmů. Poté, co jako šestnáctiletý poprvé zazářil ve filmové podobě Shakespearovy hry Sen noci svatojánské, mu společnost MGM nabídla první profesionální smlouvu. Od poloviny 30. let do poloviny 40. let patřil mezi nejoblíbenější americké herce, vystupoval v různých filmových komediích a muzikálech. Až potom, co ztvárnil filmovou postavu, která se jmenovala Andy Hardy, za ni také v roce 1938 obdržel cenu Americké filmové akademie Oscar. Velmi se spřátelil s ženskou hereckou hvězdou své doby, jíž byla Judy Garlandová, se kterou vytvořil komickou dvojici. Její předčasná smrt pod vlivem drog jej velice psychicky poznamenala.
Rozvoj jeho úspěšné kariéry narušila druhá světová válka, kdy sloužil v americké armádě. Po skončení války jeho popularita postupně klesala a již nikdy nedosáhla předválečné úrovně.
Svého druhého Oscara, tentokrát za celoživotní dílo, obdržel v roce 1982.